# فور إيميجيز
4images نظام إدارة أو هي معرض الصور اتش. بى وقواعد البيانات ماي أس كيو أل الويب غاليري لتنظيم وإدارة وعرض الصور في الإنترنت
4images يمكن تهيئتها قبل المتصفح على كلمة سر إدارة المنطقة المحميه.
4images يمكنك إضافة ملفات gif, jpg, png ولكن يمكنك إضافة المزيد من الاضافات في الموقع الرسمي
علاوة 4images يتضمن نموذج نظام لتعديل تصميم المعرض.توجد ملفات اللغة في ملف خارجي بحيث يتيح لك سهولة توفر الترجمة إلى اللغات الأخرى.
ويمكنك تغير الشكل بـ طريقة سهلة حيث انا الثيم با لغة الـhtml وcss ويمكنك إضافة php في الشكل أو الثيم بـ كل سهولة 

## السمات
4images يشمل اتباع السمات :
- كما أن هذ السكريب يدعم اللغة العربية
- قائمة يحركها تركيبها على الويب
- حميات كلمات المرور
- الوظيفة الاحتياطيه لقاعدة البيانات
- غير محدود فئات فرعية
- تصنيفات قابل للعد وتنزيل وظيفة
- يمكنك إضافة صور وملفات من نوع : jpg, gif, png, aif, au, avi, mid, mov, mp3, mpeg, swf, واف, ral, rm, zip
- ويمكنك إضافة المزيد من ملفات التشغيل عن طريق اضافاتة عن طريق المواقع الرسمي.
- ينسحبان كل صيغة ملف
- بيانات الصور عرض IPTC و EXIF
- يمكنك نقل عدد كبير من الملفات دفعة واحدة عن طريق Webbrowser و FTP
- تعليقات والبطاقات الإلكترونية
- الخلاصات RSS
- حمايه أشكال CAPTCHA
- حماية الصور والملفات في موقعك Hotlinking
- مستخدم الإدارة ومستخدم المجموعات
- تعدد اللغات
- يمكنك ايضاء إضافة العديد من الاضافات والهاكات

## الروابط الخارجية
- الصفحة الرئيسية
- منتدى 4images
- مثال تجريبي 4images
- الإدارة 4images
- الدعم العربي